# واتارو تانیگاوا
واتارو تانیگاوا (انگلیسی: Wataru Tanigawa؛ زادهٔ ۲۳ ژوئیهٔ ۱۹۹۶) ژیمناست هنری اهل ژاپن است.